# Banca di Credito Sardo
La Banca di Credito Sardo SpA era un istituto di credito italiano, con sede a Cagliari, appartenente al gruppo Intesa Sanpaolo.

## Storia
La banca  nasce nel marzo 2009 dalla fusione delle filiali del gruppo Intesa Sanpaolo in Sardegna con la Banca CIS (acronimo di Credito Industriale Sardo), una piccola banca con tredici sportelli nata come ente di diritto pubblico. Alla sua nascita dichiarava circa 1200 dipendenti, 116 sportelli e 240.000 clienti.
La sede della banca a Cagliari è opera dell'architetto Renzo Piano.
In data 10 novembre 2014 è stata fusa per incorporazione Intesa Sanpaolo S.p.A.